# اکستورا
اکستورا (به ایتالیایی: Accettura) یک سکونتگاه مسکونی در ایتالیا است که در استان ماترا واقع شده‌است.

## خصوصیات
اکستورا ۸۹ کیلومترمربع مساحت و ۲٬۴۲۷ نفر جمعیت دارد و ۷۷۰ متر بالاتر از سطح دریا واقع شده‌است.